# Exogone clavator
Exogone clavator är en ringmaskart som beskrevs av Ehlers 1913. Exogone clavator ingår i släktet Exogone och familjen Syllidae. Inga underarter finns listade i Catalogue of Life.